# İbrahim Ülüm
İbrahim Ülüm (* 17. September 1983 in Siverek) ist ein türkischer ehemaliger Fußballspieler.

## Karriere
Ülüm kam in der Kreisstadt Siverek der Provinz Şanlıurfa auf die Welt und begann hier in der Jugend von Siverek Belediyespor mit dem Vereinsfußball. Im Sommer 2003 wechselte er mit einem Profivertrag ausgestattet zum damaligen Drittligisten Şanlıurfa Belediyespor. Für diesen Verein war er die nächsten fünf Spielzeiten aktiv, wobei er die Jahre 2005 und 2006 für kurze Zeit als Leihspieler für Tarim Kredispor und Diyarbakır Büyükşehir Belediyespor verbrachte.
2008 wechselte er zum Drittligisten Belediye Vanspor. Hier etablierte er sich schnell als Leistungsträger und wechselte als Folge nach einer Spielzeit zum Erstligisten Sivasspor. Bei diesem Verein nahm er am Saisonvorbereitungscamp teil und verließ ihn in dessen Anschluss wieder. Die nachfolgende Zeit spielte er für diverse Vereine der TFF 2. Lig bzw. TFF 3. Lig.
Zur Rückrunde der Spielzeit 2012/13 wechselte er zur Mannschaft seiner Heimatprovinz, zum Zweitligisten Şanlıurfaspor.